# Mycomya bequaerti
Mycomya bequaerti är en tvåvingeart som beskrevs av Coher 1950. Mycomya bequaerti ingår i släktet Mycomya och familjen svampmyggor. Inga underarter finns listade i Catalogue of Life.